# Nadzaladewi
Nadzaladewi – stacja tbiliskiego metra należąca do linii Achmeteli-Warketili. Została otwarta 11 stycznia 1966 roku, jako jedna ze stacji łączące dworzec autobusowy w dzielnicy Isani, głównego dworca kolejowego oraz dworca autobusowego Didube.